# 110丁目 (マンハッタン)
座標: 北緯40度47分57秒 西経73度57分17秒 / 北緯40.7993度 西経73.9546度

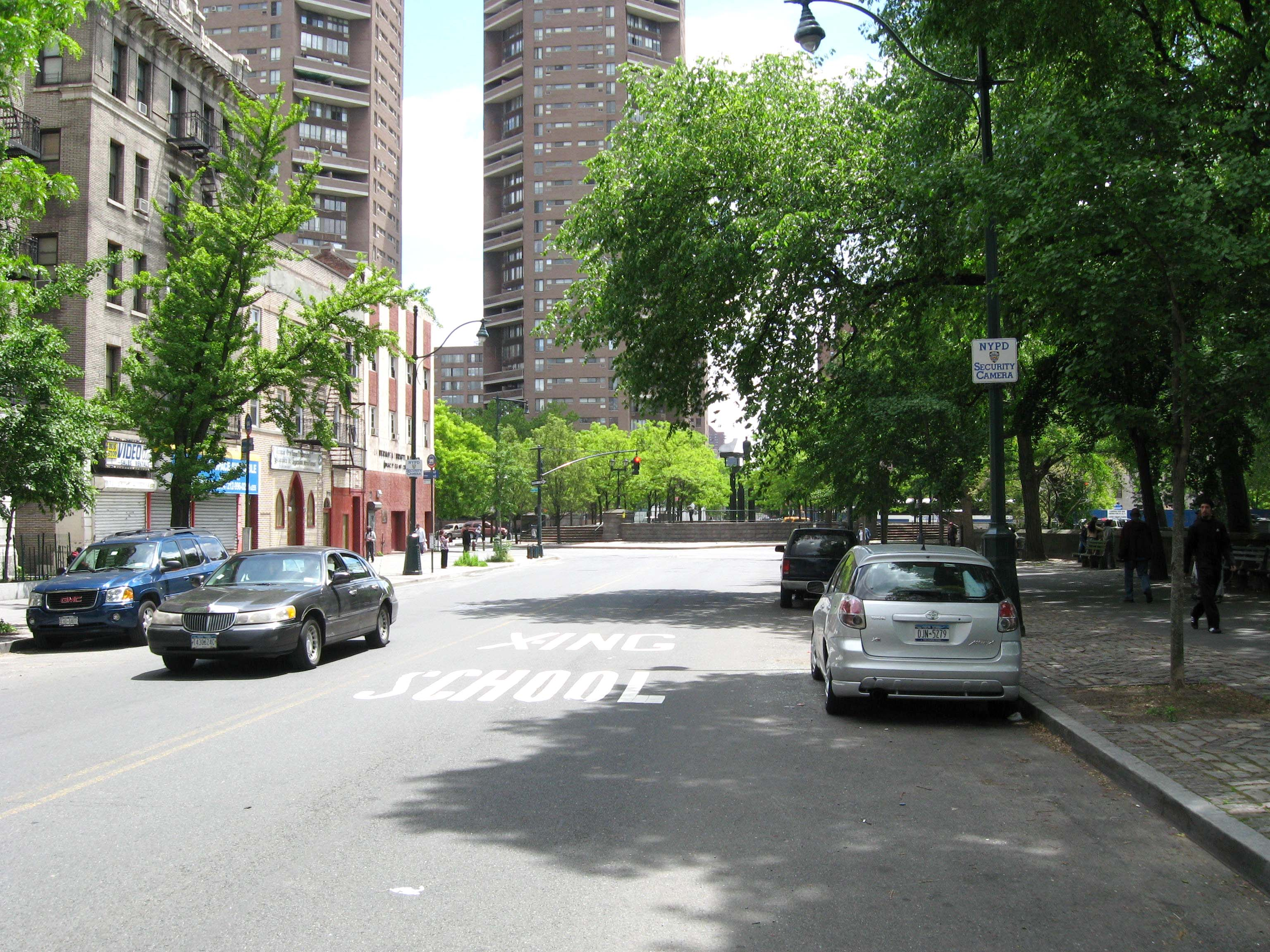
セントラルパーク・ノースと5番街

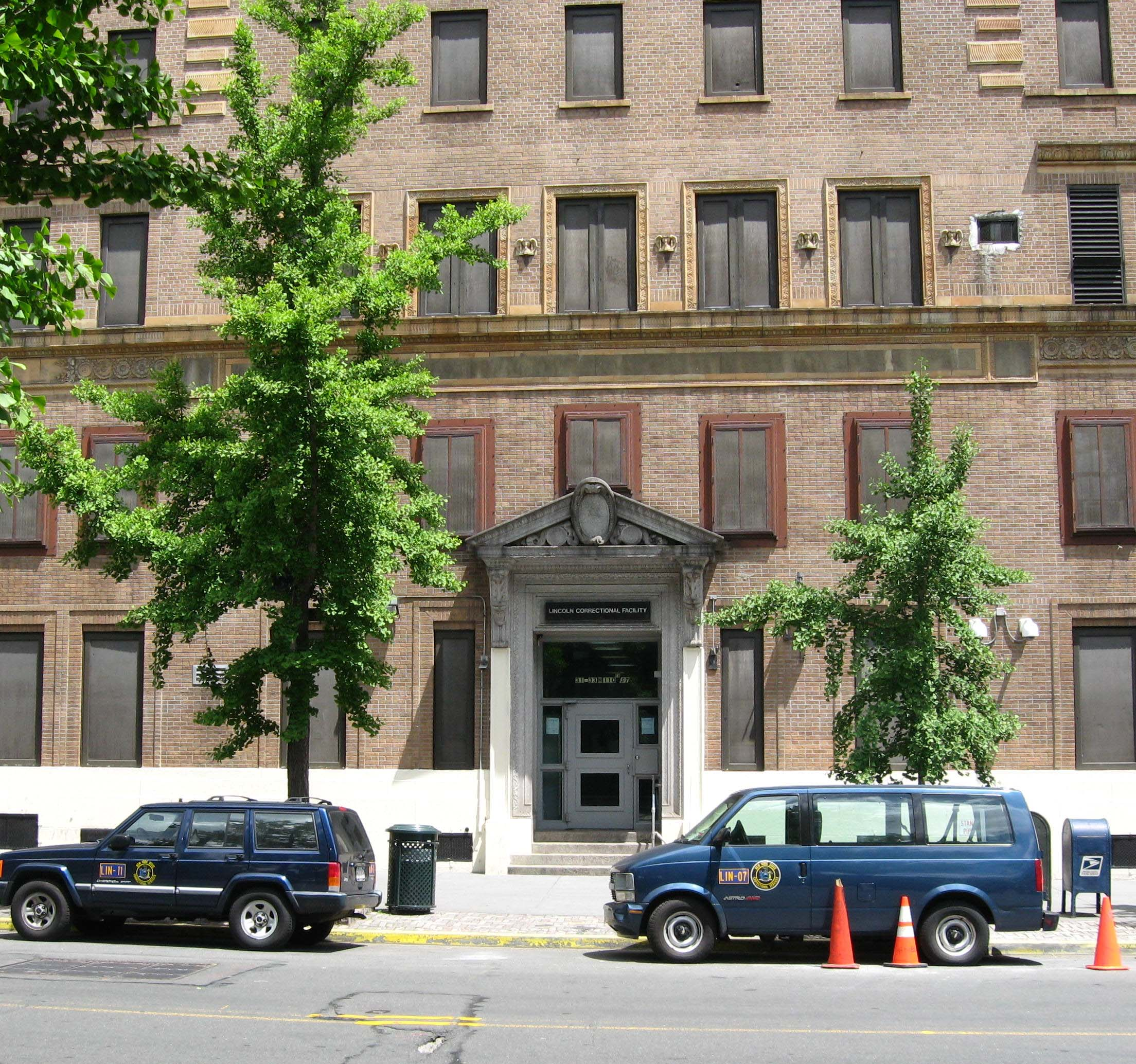
リンカーン矯正施設

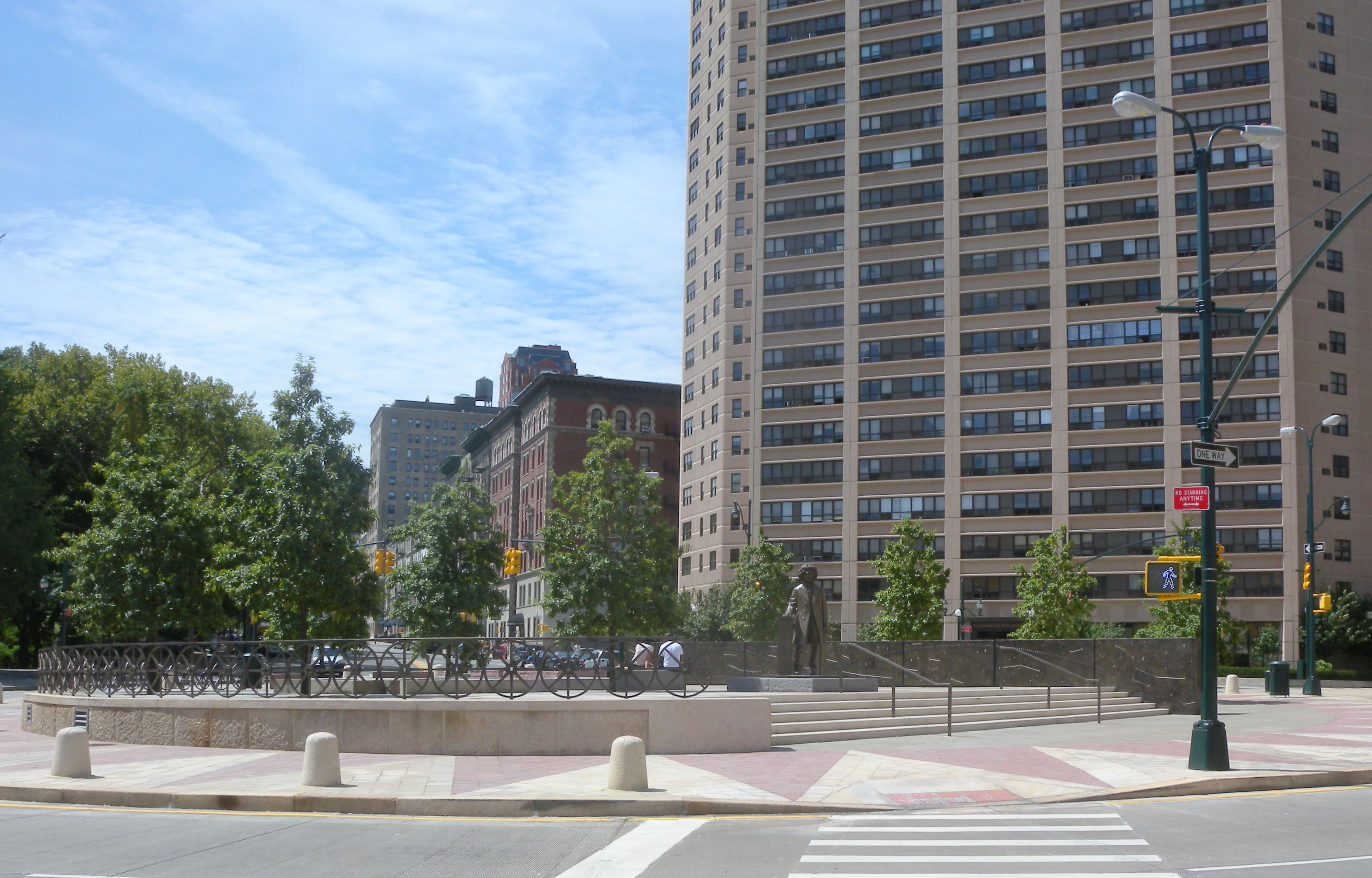
フレデリック・ダグラス・サークル

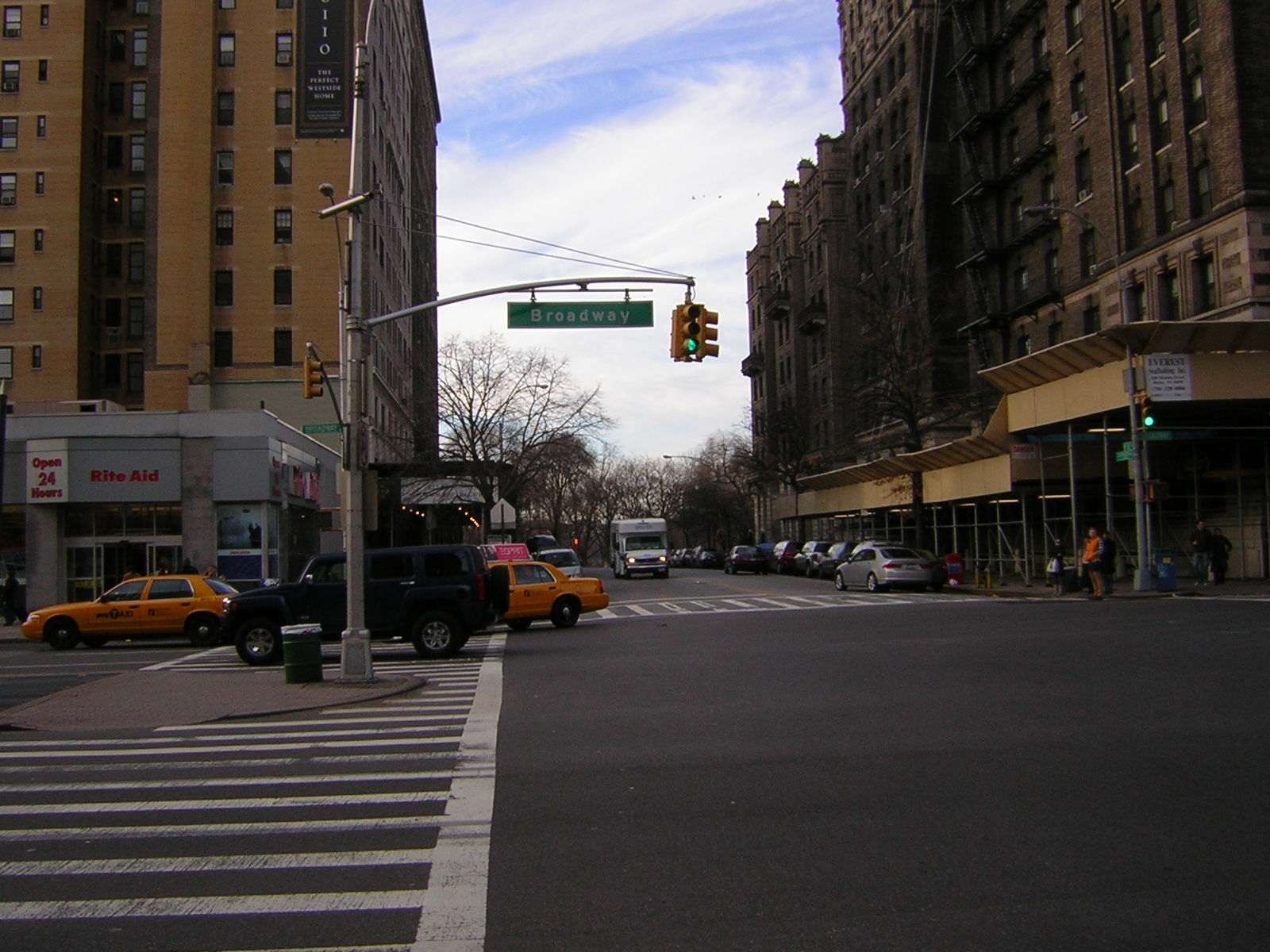
ブロードウェイからリバーサイド・パーク (en) に向かって西110丁目沿いに西を見た眺め

110丁目 (110th Street) はニューヨーク市マンハッタン区を走る通りである。この通りは一般にハーレムとセントラル・パークの境界として知られ、このセントラル・パークと接する区間はセントラル・パーク・ノース (Central Park North) とも呼ばれる。セントラル・パークより西の区間はカセドラル・パークウェイ (Cathedral Parkway) とも呼ばれる。  

## 概要
110丁目は1番街とマディソン・アベニューの区間では東行きの一方通行であり、マディソン・アベニューから5番街の短い区間では西行きの一方通行である。5番街より西の区間では両方向通行となり、道幅もその東の区間よりも広くなっている。
110丁目と5番街の交差点（セントラル・パークの北東の角）は浅い円形劇場風のデューク・エリントン・サークル (en) となっており、デューク・エリントン像が建てられている。1997年の公表によると、この像は彫刻家のRobert Grahamによる作品で、高さ25フィート (7.6 m)、ミューズ — 9体の裸像カリアティード— がグランドピアノとデューク・エリントンを頭で支えているようになっている。デューク・エリントン・サークル沿いには将来アフリカン・アート美術館 (en) が立地することになっている。
セントラル・パーク・ノースの区間には、数ブロック周りの新しい高級コンドミニアムとは著しく不釣り合いなリンカーン矯正施設が位置している。 
110丁目とセントラル・パーク・ウエストおよびフレデリック・ダグラス・ブールバードとの交差点（セントラル・パークの北西の角）はフレデリック・ダグラス・サークル (en) となっている。
モーニングサイド・パーク (en) の南端は西110丁目のマンハッタン・アベニュー (en) とモーニングサイド・ドライブ (en) の間の区間と接している。
セント・ジョン・ザ・ディヴァイン大聖堂の中庭の南端は西110丁目と接しており、この区間を含むモーニングサイド・ドライブからアムステルダム・アベニューの間はカセドラル・パークウェイと呼ばれている。110丁目の西端はリバーサイド・パーク (en) 手前のリバーサイド・ドライブ (en) である。
5番街より東の96丁目 (en) 、モーニングサイド・パークより西の125丁目、およびその間の区間の110丁目はマンハッタン内の住人の貧富、階級、人種を分ける境界線であったが、近年ではこれより北のエリアでも高級化現象が進んでいる。

## セントラルパーク・ノース
サド・ジョーンズ / メル・ルイス・ジャズ・オーケストラのアルバムについては「セントラル・パーク・ノース」をご覧ください。
セントラルパーク・ノースは西110丁目のセントラルパークの北端に接する区間である。この区間の西端はセントラルパーク・ウエスト、東端は5番街（セントラルパーク・イーストと呼ばれることもある）である。
セントラルパーク・ノースは、レノックス・アベニュー (en, マルコムXブールバード) およびアダム・クレイトン・パウエル・ジュニア・ブールバード（7番街）の南端となっている。
21世紀の最初の10年間で、セントラルパークの眺めを売りにした不動産開発が大規模に行われた。2003年、マンハッタンを拠点とするデベロッパーAthenaはこの通り沿いの不動産物件を買収した。そのビルには「セントラルパーク・サウスのおよそ半値でセントラルパーク沿いに住める、ニューヨーカーのためのチャンス」の売り文句がつけられた。セントラルパーク・ノース沿いの生まれ変わったハーレムは、マーシャ・ゲイ・ハーデン、en:Maya Angelouやカリーム・アブドゥル＝ジャバーのようなセレブたちを惹きつけた。新しく竣工したそのビルは20階建てで、48の居住ユニット、9,500の1階の小売りスペース、および48の駐車スペースを備え、各ユニットにはセントラルパークの眺め付きであった。

## 有名な住人
ジョージ・ガーシュウィンは110丁目とアムステルダム・アベニューの北西の交差点のアパートに住んでいた。この場所で、有名なラプソディ・イン・ブルーは生み出された。また、アーサー・ミラーが子供時代にそこに住んでいた。

## ランドマーク
- en:Ramath Orah
- アフリカン・アート美術館 (en)（建設中）
- デューク・エリントン・サークル (en)
- en:Avalon Morningside Park
- en:Towers on the Park Condominium
- フレデリック・ダグラス・サークル (en)
- セント・ジョン・ザ・ディヴァイン大聖堂

## 交通機関
かつて存在した高架IRT9番街線の110丁目駅 (en) は、その高架の高さから有名な飛び降り自殺スポットであった。
現在、ニューヨーク市地下鉄の駅が4駅110丁目沿いに位置している：
- IRTブロードウェイ-7番街線1系統：カテドラル・パークウェイ-110丁目駅 - ブロードウェイとの交差点
- IND8番街線A, B, C系統：カテドラル・パークウェイ-110丁目駅 - セントラルパーク・ウエストとの交差点
- IRTレノックス・アベニュー線2, 3系統：セントラル・パーク・ノース-110丁目駅 - レノックス・アベニュー (en) との交差点
- IRTレキシントン・アベニュー線4, 6, <6>系統：110丁目駅 - レキシントン・アベニューとの交差点

110丁目を走るMTAバスは、M2、M3、およびM4路線である。

## ポピュラーカルチャーにおける110丁目
- この通りは、ボビー・ウーマックの曲"Across 110th Street"や1972年の同名の映画en:Across 110th Street（ヤフェット・コットーおよびアンソニー・クイン主演）でも知られている。この曲は、1997年の映画ジャッキー・ブラウンおよび2007年の映画アメリカン・ギャングスター、ゲームのen:True Crime: New York City、そしてTV番組en:How to Make It in AmericaのS2 E3のエンディングにも用いられている。
- サド・ジョーンズ / メル・ルイス・ジャズ・オーケストラは、まさにこの通りの別名であるセントラル・パーク・ノースというジャズアルバムを1969年にリリースしている。
- 映画ダイ・ハード3では、黒人キャラクターのZeus Carverはジョン・マクレーンに110丁目を越えるまではテロリスト犯Simon Gruberのことで頭を煩わせる必要がないことを告げている。
- 2005年の映画en:Carlito's Way: Rise to Powerで、この通りはニューヨークの他のランドマークとともに、Hollywood Nicky（ショーン・コムズ）、Artie Bottolota（バート・ヤング）率いるマフィア・ファミリー、およびCarlitoの一味の縄張りの境界線となっている。
- プロレスのタッグチームであるハーレム・ヒートのホームタウンとなっていた。
- ジョージ・ガーシュウィンはラプソディ・イン・ブルーを彼と彼の兄弟のIraが1924年から1929年まで住んでいた501 West 110th Streetで書き上げた。
- ジェイムズ・ボールドウィンによる短編小説en:Sonny's Bluesでは、Sonnyが110丁目を越えていくシーンがある。